# Seleção Guatemalteca de Voleibol Feminino
A seleção guatemalteca de voleibol feminino é uma equipe caribenha composta pelos melhores jogadores de voleibol de Guatemala. A equipe é mantida pela Federação Nacional de Voleibol de Guatemala. Encontra-se na 47ª posição do ranking mundial da Federação Internacional de Voleibol segundo dados de 6 de setembro de 2021.
Nunca participou de uma edição de Jogos Olímpicos ou Campeonato Mundial. No âmbito continental, estreou no Campeonato da NORCECA em 1979, sendo seu melhor resultado sétimo lugar (1979).